# Кочерган Сергій Вікторович
Сергі́й Ві́кторович Кочерга́н (нар. 6 квітня 1947, Умань - 8 травня 2024, Вінниця) — графік, художник монументального мистецтва. Член Національної спілки художників України з 1977 р.

## Життєпис
Народився 6 квітня 1947 в місті Умань. В 1972 р. закінчив Київський державний художній інститут, відділення графіки. Педагоги: Селіванов І. М., Чичкан Л. І. Учасник обласних, республіканських, всесоюзних виставок з 1972 р. Працює у галузі монументального мистецтва та станкової графіки.

## Мозаїка
У 1990 році Сергієм Кочерганом у співавторстві з Олейником та Яблонським створено мозаїки для  Віінницького національного технічного університету.
Відомі мозаїки:
"Наука і космос", 1800х700, 1990 р., ВНТУ, виконавці: С.Кочерган, А.Яблонський, Д. Олійник,
"Будівельники", 1800х700, 1991 р., ВНТУ, виконавці: Д.Олійник, Г. Мельник, А. Яблонський, Д. Олійник 
- «Юність», 400х550, Чечелівська ЗОШ, Гайсинський р-н, 1973 р., співавторство з Г. Солдатовим).